# Persone di nome Natal'ja
| Questa pagina contiene informazioni ricavate automaticamente dalle voci biografiche con l'ausilio del template Bio e di un bot. L'aggiornamento è periodico e automatico e ricostruisce completamente la pagina. Se manca una persona in questa lista, sei pregato di non aggiungerla, ma accertati piuttosto che la sua voce biografica contenga il template Bio e che i dati anagrafici siano correttamente compilati. Se il template Bio manca, inseriscilo tu stesso o, in alternativa, metti l'avviso {{tmp\|Bio}} che ne segnala la mancanza. Se i dati riportati sono sbagliati, correggi direttamente la voce biografica; le modifiche saranno visibili in questa lista entro pochi giorni. Per chiarimenti vedi il progetto antroponimi. La lista contiene solo le 129 persone che sono citate nell'enciclopedia e per le quali è stato implementato correttamente il template Bio. Pagina aggiornata al 16 ott 2024. |

Questa è una lista di persone presenti nell'enciclopedia che hanno il prenome Natal'ja, suddivise per attività principale.

## Apneiste(1)
- Natal'ja Vadimovna Molčanova, apneista russa (Ufa, n. 1962 - Formentera, † 2015)

## Arciere(1)
- Natal'ja Avdeeva, arciera russa (Kaliningrad, n. 1988)

## Attrici(9)
- Natasha Alam, attrice e modella uzbeka (Tashkent, n. 1983)
- Natal'ja Eduardovna Andrejčenko, attrice russa (Mosca, n. 1956)
- Natal'ja Bondarčuk, attrice e regista russa (Mosca, n. 1950)
- Natal'ja Kračkovskaja, attrice sovietica (Mosca, n. 1938 - Mosca, † 2016)
- Natal'ja Kudrjašova, attrice, regista e sceneggiatrice russa (Nižnij Novgorod, n. 1978)
- Natal'ja Lisenko, attrice russa (Mykolaïv, n. 1884 - Parigi, † 1969)
- Natal'ja Vadimovna Nazarova, attrice e regista russa (Ramenskoe, n. 1969)
- Natal'ja Rozenel', attrice sovietica (n. 1900 - Mosca, † 1962)
- Natal'ja Arinbasarova, attrice russa (Mosca, n. 1946)

## Attrici teatrali(1)
- Natal'ja Georgievna Gundareva, attrice teatrale e attrice cinematografica sovietica (Mosca, n. 1948 - Mosca, † 2005)

## Avvocate(1)
- Natal'ja Poklonskaja, avvocato, funzionaria e politica ucraina (Mychajlivka, n. 1980)

## Biatlete(7)
- Natal'ja Burdyga, biatleta russa (Osa, n. 1986)
- Natal'ja Guseva, biatleta russa (Tichvin, n. 1982)
- Natal'ja Murščakina, ex biatleta bielorussa (Polack, n. 1976)
- Natal'ja Prikazčikova, ex biatleta sovietica (n. 1968)
- Natal'ja Snytina, ex biatleta russa (Zlatoust, n. 1971)
- Natal'ja Sokolova, ex biatleta e fondista russa (Čeljabinsk, n. 1973)
- Natal'ja Tereščenko, ex biatleta ucraina (Kiev, n. 1976)

## Calciatrici(1)
- Natal'ja Šljapina, ex calciatrice russa (Mosca, n. 1983)

## Cantanti(3)
- Glukoza, cantante russa (Mosca, n. 1986)
- Natal'ja Podol'skaja, cantante bielorussa (Mahilëŭ, n. 1982)
- Natali, cantante russa (Dzeržinsk, n. 1974)

## Cestiste(10)
- Natal'ja Chodakova, ex cestista russa (Karasuk, n. 1969)
- Natal'ja Gavrilova, ex cestista russa (Sverdlovsk, n. 1978)
- Natal'ja Klimova, ex cestista sovietica (Mariupol', n. 1951)
- Natal'ja Mjasoedova, cestista russa (Krasnojarsk, n. 1987)
- Natal'ja Svinuchova, ex cestista russa (Leningrado, n. 1972)
- Natal'ja Vieru, ex cestista russa (Kišinev, n. 1989)
- Natal'ja Vodop'janova, cestista russa (Leningrado, n. 1981)
- Natal'ja Zasul'skaja, ex cestista russa (Kaunas, n. 1969)
- Natal'ja Čerkačeva, ex cestista russa (Baku, n. 1964)
- Natal'ja Žedik, cestista russa (Leningrado, n. 1988)

## Danzatrici(2)
- Natal'ja Achmarova, ballerina russa (Roslavl', n. 1964)
- Natal'ja Osipova, ballerina russa (Mosca, n. 1986)

## Danzatrici su ghiaccio(2)
- Natal'ja Bestem'janova, ex danzatrice su ghiaccio sovietica (Mosca, n. 1960)
- Natal'ja Liničuk, ex danzatrice su ghiaccio sovietica (Mosca, n. 1956)

## Discobole(2)
- Natal'ja Gorbačëva, ex discobola sovietica (Vyborg, n. 1947)
- Natal'ja Sadova, ex discobola russa (Gorki, n. 1972)

## Drammaturghe(1)
- Natal'ja Alekseevna Romanova, drammaturga russa (Mosca, n. 1673 - San Pietroburgo, † 1716)

## Economiste(1)
- Natal'ja Zubarevič, economista russa (Mosca, n. 1954)

## Fondiste(6)
- Natal'ja Baranova, ex fondista russa (Krivošeino, n. 1975)
- Natal'ja Furlatova, ex fondista sovietica
- Natal'ja Korostelëva, ex fondista russa (Perm', n. 1980)
- Natal'ja Martynova, ex fondista russa (Irkutsk, n. 1970)
- Natal'ja Matveeva, fondista russa (Mosca, n. 1986)
- Natal'ja Neprjaeva, fondista russa (Tver', n. 1995)

## Giavellottiste(1)
- Natal'ja Smirnickaja, giavellottista sovietica (Vladikavkaz, n. 1927 - † 2004)

## Ginnaste(6)
- Natal'ja Kučinskaja, ex ginnasta sovietica (Leningrado, n. 1949)
- Natal'ja Lavrova, ginnasta russa (Penza, n. 1984 - † 2010)
- Natal'ja Leščyk, ginnasta bielorussa (Minsk, n. 1995)
- Natal'ja Šapošnikova, ex ginnasta sovietica (Rostov sul Don, n. 1961)
- Natal'ja Ziganšina, ex ginnasta russa (Leningrado, n. 1985)
- Natal'ja Zueva, ginnasta russa (Belgorod, n. 1988)

## Giornaliste(3)
- Natal'ja Sindeeva, giornalista e imprenditrice russa (n. 1971)
- Natal'ja Timakova, giornalista russa (Alma Ata, n. 1975)
- Natal'ja Ėstemirova, giornalista e attivista russa (Oblast' di Sverdlovsk, n. 1958 - Inguscezia, † 2009)

## Imprenditrici(1)
- Natal'ja Kaspersky, imprenditrice russa (Mosca, n. 1966)

## Judoka(1)
- Natal'ja Kuzjutina, judoka russa (Brjansk, n. 1989)

## Lottatrici(1)
- Natal'ja Vorob'ëva, lottatrice russa (Tulun, n. 1991)

## Mezzofondiste(1)
- Natal'ja Chruščelëva, ex mezzofondista e velocista russa (Tavda, n. 1973)

## Militari(2)
- Natal'ja Kovšova, militare sovietica (Ufa, n. 1920 - Sutoki, † 1942)
- Natal'ja Fëdorovna Meklin, militare sovietica (Lubny, n. 1922 - Mosca, † 2005)

## Modelle(5)
- Nataša Galkina, modella e attrice statunitense (Batajsk, n. 1985)
- Natal'ja Gantimurova, modella russa (Čeljabinsk, n. 1991)
- Natalie Glebova, modella canadese (Tuapse, n. 1981)
- Natasha Poly, supermodella russa (Perm', n. 1985)
- Natal'ja Vodjanova, supermodella, attrice e filantropa russa (Gor'kij, n. 1982)

## Neuroscienziate(1)
- Natal'ja Petrovna Bechtereva, neuroscienziata e psicologa russa (Leningrado, n. 1924 - Amburgo, † 2008)

## Nobildonne(9)
- Natal'ja Viktorovna Kočubeja, nobildonna russa (n. 1800 - San Pietroburgo, † 1855)
- Natal'ja Stepanovna Apraksina, nobildonna russa (Mosca, n. 1794 - † 1890)
- Natal'ja Semënovna Borščova, nobildonna russa (n. 1759 - San Pietroburgo, † 1843)
- Natal'ja Petrovna Golicyna, nobildonna russa (Berlino, n. 1741 - San Pietroburgo, † 1837)
- Natal'ja Jur'evna Golovkina, nobildonna russa (n. 1787 - Mosca, † 1860)
- Natal'ja Aleksandrovna Kurakina, nobildonna russa (n. 1737 - Vilnius, † 1798)
- Natal'ja Ivanovna Kurakina, nobildonna, compositrice e cantante russa (Mosca, n. 1766 - San Pietroburgo, † 1831)
- Natal'ja Sergeevna Šeremetevskaja, nobildonna russa (Mosca, n. 1880 - Parigi, † 1952)
- Natal'ja Fëdorovna Vonljarljarskaja, nobildonna russa (San Pietroburgo, n. 1858 - Cannes, † 1921)

## Nobili(1)
- Natal'ja Kirillovna Naryškina, nobile russa (Mosca, n. 1651 - Mosca, † 1694)

## Nuotatrici(6)
- Natal'ja Iščenko, sincronetta russa (Smolensk, n. 1986)
- Natal'ja Meščerjakova, ex nuotatrice sovietica (n. 1972)
- Natal'ja Sorokina, ex nuotatrice russa (n. 1976)
- Natal'ja Strunnikova, ex nuotatrice sovietica (n. 1963)
- Natal'ja Sutjagina, ex nuotatrice russa (Penza, n. 1980)
- Natal'ja Ustinova, ex nuotatrice uzbeka (Tashkent, n. 1944)

## Ostacoliste(2)
- Natal'ja Antjuch, ostacolista e velocista russa (Leningrado, n. 1981)
- Natal'ja Lebedeva, ex ostacolista sovietica (Mosca, n. 1949)

## Pallamaniste(1)
- Natal'ja Šipilova, pallamanista russa (n. 1979)

## Pallanuotiste(1)
- Natal'ja Kutuzova, ex pallanuotista russa (Mosca, n. 1975)

## Pallavoliste(4)
- Natal'ja Beljaeva, pallavolista russa (Mosca, n. 1975)
- Natal'ja Kulikova, pallavolista russa (Vichorevka, n. 1982)
- Natal'ja Malych, pallavolista russa (Volgograd, n. 1993)
- Natal'ja Safronova, ex pallavolista russa (Krasnojarsk, n. 1979)

## Pattinatrici artistiche su ghiaccio(2)
- Natal'ja Miškutënok, ex pattinatrice artistica su ghiaccio sovietica (Minsk, n. 1970)
- Natal'ja Zabijako, pattinatrice artistica su ghiaccio estone (Tallinn, n. 1994)

## Pattinatrici di velocità su ghiaccio(4)
- Natal'ja Dončenko, pattinatrice di velocità su ghiaccio sovietica (Mosca, n. 1932 - Nižnij Novgorod, † 2022)
- Natal'ja Glebova, ex pattinatrice di velocità su ghiaccio sovietica (Kemerovo, n. 1963)
- Natal'ja Petrusëva, ex pattinatrice di velocità su ghiaccio sovietica (Pavlovskij Posad, n. 1955)
- Natal'ja Voronina, pattinatrice di velocità su ghiaccio russa (Nižnij Novgorod, n. 1994)

## Pesiste(2)
- Natal'ja Achrimenko, ex pesista sovietica (Novokujbyševsk, n. 1955)
- Natal'ja Lisovskaja, ex pesista russa (Baschiria, n. 1962)

## Pittrici(1)
- Natal'ja Sergeevna Gončarova, pittrice, illustratrice e scenografa russa (Negaevo, n. 1881 - Parigi, † 1962)

## Poetesse(1)
- Natal'ja Evgen'evna Gorbanevskaja, poetessa, traduttrice e attivista russa (Mosca, n. 1936 - Parigi, † 2013)

## Principesse(1)
- Natal'ja Alekseevna Romanova, principessa russa (San Pietroburgo, n. 1714 - Mosca, † 1728)

## Registe(1)
- Natal'ja Merkulova e Aleksej Čupov, regista e sceneggiatrice russa (Buzuluk, n. 1979)

## Rivoluzionarie(1)
- Natal'ja Aleksandrovna Armfel'dt, rivoluzionaria russa (Mosca, n. 1850 - Ust'-Kara, † 1887)

## Scacchiste(1)
- Natal'ja Andreevna Pogonina, scacchista russa (Vladivostok, n. 1985)

## Schermitrici(2)
- Natal'ja Ivanova, ex schermitrice russa (n. 1970)
- Natal'ja Makeeva, schermitrice russa (n. 1979)

## Scrittrici(1)
- Natal'ja Baranskaja, scrittrice sovietica (San Pietroburgo, n. 1908 - Mosca, † 2004)

## Slittiniste(1)
- Natal'ja Choreva, slittinista russa (Mosca, n. 1986)

## Snowboarder(1)
- Natal'ja Soboleva, snowboarder russa (Mosca, n. 1995)

## Sollevatrici(1)
- Natal'ja Zabolotnaja, ex sollevatrice russa (Sal'sk, n. 1985)

## Tenniste(3)
- Natal'ja Egorova, ex tennista sovietica (Mosca, n. 1966)
- Natal'ja Vichljanceva, ex tennista russa (Volgograd, n. 1997)
- Nataša Čmyreva, tennista sovietica (n. 1958 - † 2015)

## Tiratrici a segno(1)
- Natal'ja Paderina, tiratrice a segno russa (Ekaterinburg, n. 1975)

## Tuffatrici(1)
- Natal'ja Michajlovna Gončarova, tuffatrice russa (Voronež, n. 1989)

## Velociste(5)
- Natal'ja Bočina, ex velocista sovietica (Leningrado, n. 1962)
- Natal'ja Nazarova, velocista russa (Mosca, n. 1979)
- Natal'ja Pečënkina, ex velocista sovietica (Južno-Sachalinsk, n. 1946)
- Natal'ja Pomoščnikova-Voronova, ex velocista russa (Mosca, n. 1965)
- Natal'ja Šarova, ex velocista russa (n. 1972)

## Violoncelliste(1)
- Natal'ja Gutman, violoncellista russa (Kazan', n. 1942)

## Senza attività specificata(4)
- Natal'ja Butuzova, ex arciera sovietica (n. 1954)
- Natal'ja Ivanova, ex taekwondoka russa (Usol'e-Sibirskoe, n. 1971)
- Natal'ja Aleksandrovna Puškina, contessa russa (San Pietroburgo, n. 1836 - Cannes, † 1913)
- Natal'ja Nikolaevna Gončarova,  russa (Karian, n. 1812 - † 1863)